# Die erste Walpurgisnacht
Die erste Walpurgisnacht op. 60 (MWV D 3) ist eine im Mai 1799 verfasste Ballade von Johann Wolfgang von Goethe, in Musik gesetzt von Felix Mendelssohn Bartholdy in Form einer weltlichen Kantate für Soli, Chor und Orchester (1833).

## Werkgeschichte
Es war von Anfang an Goethes Absicht, dass seine Ballade als Chorkantate vertont werden sollte. Als Komponisten hatte er seinen Freund Carl Friedrich Zelter ausersehen. Als der jedoch den Text zum ersten Mal las, soll er ausgerufen haben: „Wer das vertonen will, muss erst die alte abgetragene Kantatenuniform ablegen!“ Er selbst fühlte sich dazu nicht in der Lage, sondern gab die Vorlage an seinen Schüler Felix Mendelssohn Bartholdy weiter.
1830/31 reiste Mendelssohn durch die Schweiz und Italien. Aus Rom schrieb er an Goethe: „Was mich seit einigen Wochen fast ausschließlich beschäftigt, ist die Musik zu dem Gedicht von Eur. Exzellenz, welches die erste Walpurgisnacht heißt. Ich will es mit Orchesterbegleitung als eine Art großer Kantate komponieren. … ich weiß nicht, ob mirs gelingen wird, aber ich fühle, wie groß die Aufgabe ist und mit welcher Sammlung und Ehrfurcht ich sie angreifen muß.“ – Erst nach Goethes Tod am 22. März 1832 erklang das Werk zum ersten Mal im Herbst 1832, und zwar in Mendelssohns Elternhaus. Die öffentliche Uraufführung folgte am 10. Januar 1833 in der Sing-Akademie zu Berlin. Am Pult stand der Komponist selbst.
Zehn Jahre später, 1842/43, arbeitete Mendelssohn sein Werk grundlegend um. Diese zweite Fassung fand ihre Uraufführung, wie die vorige einstudiert und geleitet vom Komponisten, am 2. Februar 1843 im Leipziger Gewandhaus. Unter den Zuhörern waren Robert Schumann und Hector Berlioz, der sich besonders begeistert über das Werk äußerte. In dieser zweiten Fassung wird das Werk heutzutage üblicherweise aufgeführt.

## Besetzung
Gesang: vierstimmiger gemischter Chor, 4 Soli (Alt, Tenor, Bariton, Bass)
Orchester: 3 Flöten (3. Piccolo), 2 Oboen, 2 Klarinetten in A, B und C, 2 Fagotte, 2 Hörner in C, F, E und D, 2 Trompeten in D, E und C, 3 Posaunen, Pauken, große Trommel, Becken und Streicher

## Inhalt
Goethe selbst verfasste in seinem Brief an Zelter vom 3. Dezember 1812 eine Art Inhaltsangabe seiner Ballade so: 

„So hat nun auch einer der deutschen Altertumsforscher die Hexen- und Teufelsfahrt des Brockengebirges, mit der man sich in Deutschland seit undenklichen Zeiten trägt, durch einen historischen Ursprung retten und begründen wollen. Dass nämlich die deutschen Heidenpriester und Altväter, nachdem man sie aus ihren heiligen Hainen vertrieben und das Christentum dem Volke aufgedrungen, sich mit ihren treuen Anhängern auf die wüsten unzugänglichen Gebirge des Harzes im Frühlingsanfang begeben, um dort, nach alter Weise, Gebet und Flamme zu dem gestaltlosen Gott des Himmels und der Erde zu richten. Um nun gegen die aufspürenden bewaffneten Bekehrer sicher zu sein, hätten sie für gut befunden, eine Anzahl der ihrigen zu vermummen, und hierdurch ihre abergläubischen Widersacher entfernt zu halten und, beschützt von Teufelsfratzen, den reinsten Gottesdienst zu vollenden.“

## Werkbeschreibung
Ouverture
Sie besteht aus zwei Teilen:
- I Das schlechte Wetter (Allegro con fuoco)
- II Der Übergang zum Frühling (Allegro vivace non troppo, quasi l'istesso tempo)

1. Ein Druide (Tenor) und Chor der Druiden und des Volkes (Allegro vivace non troppo)
Es lacht der Mai!
Der Wald ist frei
von Eis und Reifgehänge.
Der Schnee ist fort;
am grünen Ort
erschallen Lustgesänge.
Ein reiner Schnee
liegt auf der Höh’;
doch eilen wir nach oben,
begeh’n den alten heil’gen Brauch,
Allvater dort zu loben.
Die Flamme lodre durch den Rauch!
Begeht den alten heil’gen Brauch.
Hinauf! Hinauf!
Allvater dort zu loben.
So wird das Herz erhoben.
2. Eine alte Frau aus dem Volk (Alt) und Chor der Weiber aus dem Volk (Allegro non troppo)
Könnt ihr so verwegen handeln?
Wollt ihr denn zum Tode wandeln?
Kennet ihr nicht die Gesetze
unsrer strengen Überwinder?
Rings gestellt sind ihre Netze
auf die Heiden, auf die Sünder.
Ach, sie schlachten auf dem Walle
unsre Väter, unsre Kinder.
Und wir alle
nahen uns gewissem Falle,
auf des Lagers hohem Walle
schlachten sie uns unsre Kinder.
Ach, die strengen Überwinder!
3. Der Priester (Bariton) und Chor der Druiden (Andante maestoso)
Wer Opfer heut’
zu bringen scheut,
verdient erst seine Bande!
Der Wald ist frei!
Das Holz herbei,
und schichtet es zum Brande!
Doch bleiben wir
im Buschrevier
am Tage noch im Stillen,
und Männer stellen wir zur Hut,
um eurer Sorge willen.
Dann aber lasst mit frischem Mut
uns unsre Pflicht erfüllen.
Hinauf! Hinauf!
Verteilt euch, wackre Männer, hier!
4. Chor der Wächter der Druiden (Allegro leggiero)
Verteilt euch, wackre Männer, hier,
durch dieses ganze Waldrevier,
und wachet hier im Stillen,
wenn sie die Pflicht erfüllen.
5. Ein Wächter der Druiden (Bass) und Chor der Wächter der Druiden (Rezitativ)
Diese dumpfen Pfaffenchristen,
lasst uns keck sie überlisten!
Mit dem Teufel, den sie fabeln,
wollen wir sie selbst erschrecken.
Kommt! Kommt mit Zacken und mit Gabeln,
und mit Glut und Klapperstöcken
lärmen wir bei nächt’ger Weile
durch die engen Felsenstrecken!
Kauz und Eule,
Heul’ in unser Rundgeheule,
Kommt! Kommt! Kommt!
6. Chor der Wächter der Druiden und des Heidenvolkes (Allegro molto)
Kommt mit Zacken und mit Gabeln
wie der Teufel, den sie fabeln,
und mit wilden Klapperstöcken
durch die engen Felsenstrecken!
Kauz und Eule,
heul in unser Rundgeheule.
Kommt! Kommt! Kommt!
7. Der Priester (Bariton) und Chor der Druiden und des Heidenvolkes (Andante maestoso)
So weit gebracht,
dass wir bei Nacht
Allvater heimlich singen!
Doch ist es Tag,
sobald man mag
ein reines Herz dir bringen.
Du kannst zwar heut’
und manche Zeit
dem Feinde viel erlauben.
Die Flamme reinigt sich vom Rauch:
So reinig’ unsern Glauben!
Und raubt man uns den alten Brauch,
Dein Licht, wer will es rauben?
8. Ein christlicher Wächter (Tenor) und Chor der christlichen Wächter (Allegro molto)
Hilf, ach hilf mir, Kriegsgeselle!
Ach, es kommt die ganze Hölle!
Sieh’, wie die verhexten Leiber
durch und durch von Flamme glühen!
Menschen-Wölf’ und Drachen-Weiber,
die im Flug vorüberziehen!
Welch entsetzliches Getöse!
Lasst uns, lasst uns alle fliehen!
Oben flammt und saust der Böse.
Aus dem Boden
dampfet rings ein Höllenbroden.
Lasst uns flieh’n!
9. Der Priester (Bariton) und allgemeiner Chor der Druiden und des Heidenvolkes (Andante maestoso)
Die Flamme reinigt sich vom Rauch;
so reinig’ unsern Glauben!
Und raubt man uns den alten Brauch,
dein Licht, wer kann es rauben?

## Diskografie (Auswahl)
- Mendelssohn: Walpurgisnacht, Bamberger Symphoniker mit deren Chor unter Leitung von Claus-Peter Flor, Solisten: Rappé, van der Walt, Scharinger, Hölle; RCA Victor Nr. 09026 62513 2
- Mendelssohn: Die erste Walpurgisnacht (u. a.), Gewandhausorchester und Rundfunkchor Leipzig unter der Leitung von Kurt Masur, Solisten: Burmeister, Büchner, Lorenz, Vogel; BERLIN Classics